# Cruzeiro EC
Cruzeiro Esporte Clube (wym. [kɾuˈzejɾu esˈpoɾtʃi ˈklubi]) – brazylijski klub piłkarski z siedzibą w mieście Belo Horizonte, stolicy stanu Minas Gerais. Występuje w rozgrywkach Campeonato Brasileiro Série A oraz Campeonato Mineiro. Domowe mecze rozgrywa na obiekcie Estádio Mineirão.

## Historia
Klub został założony 2 stycznia 1921 jako Societá Sportiva Palestra Italia przez włoskich imigrantów zamieszkałych w Belo Horizonte. Klub miał stroje takie same jak flaga włoska (zielona koszulka, białe spodenki i czerwone getry). Początkowo do klubu przyjmowano tylko ludzi włoskiego pochodzenia, ale w 1925 klub otworzył swoje progi dla wszystkich chętnych. Cruzeiro był klubem, któremu kibicowała elita miasta – klasa wyższa, w odróżnieniu od Atlético Mineiro, któremu kibicowała głównie klasa robotnicza. W 1942 Brazylia przystąpiła do II wojny światowej. Rząd wydał dekret, który zakazał używania wszelkich symboli krajów, z którym był w stanie wojny. Klub zmienił nazwę najpierw na Ypiranga, a później na Cruzeiro Esporte Clube. Zmieniono też logotyp, który z drobnymi zmianami przetrwał do czasów obecnych, barwy klubowe oraz kolor stroju na niebiesko-biały. W latach sześćdziesiątych klub zaczął osiągać swoje pierwsze sukcesy, zdobywając mistrzostwo. W następnej dekadzie klub zdobył Copa Libertadores. Na następne trofea trzeba było czekać aż do lat dziewięćdziesiątych, kiedy klub zdobył cztery puchary Brazylii, Copa Libertadores, mistrzostwo, Supercopa Sudamericana i wiele innych. W 2019 roku klub zajął 17.miejsce w tabeli i spadł do drugiej ligi.

## Osiągnięcia
- Mistrzostwo: 1966, 2003, 2013, 2014

UWAGA: Najwyższa klasa rozgrywkowa w Brazylii do 1968 nazywała się Taça Brasil, a w latach 1968–1971 nazywała się Taça de Prata, by w 1971 zmienić nazwę na Campeonato Brasileiro
- Puchar Brazylii: 1993, 1996, 2000, 2003, 2017
- Mistrzostwo stanu Mineiro: 1926, 1928, 1929, 1930, 1940, 1943, 1944, 1945, 1956, 1959, 1960, 1961, 1965, 1966, 1967, 1968, 1969, 1972, 1973, 1974, 1975, 1977, 1984, 1987, 1990, 1992, 1994, 1996, 1997, 1998, 2002, 2003, 2004, 2006, 2008, 2011, 2014
- Copa Libertadores: 1976, 1997
- Supercopa Sudamericana: 1991, 1992

## Aktualny skład
Stan na 18 listopada 2024.
| Nr | Poz. | Piłkarz               |
| -- | ---- | --------------------- |
| 1  | BR   | Cássio                |
| 2  | OB   | Wesley Gasolina       |
| 3  | OB   | Marlon                |
| 5  | OB   | Zé Ivaldo             |
| 6  | OB   | Kaiki                 |
| 7  | PO   | Mateus Vital          |
| 8  | NA   | Rafa Silva            |
| 9  | NA   | Kaio Jorge            |
| 10 | PO   | Matheus Pereira       |
| 12 | OB   | William               |
| 15 | PO   | Fernando Henrique     |
| 16 | PO   | Lucas Silva (kapitan) |
| 17 | PO   | Ramiro                |
| 19 | NA   | Juan Dinenno          |
| 20 | PO   | Walace                |
| 21 | PO   | Álvaro Barreal        |
| 22 | PO   | Vitinho               |
| 25 | OB   | Lucas Villalba        |

| Nr | Poz. | Piłkarz          |
| -- | ---- | ---------------- |
| 26 | NA   | Lautaro Díaz     |
| 29 | PO   | Lucas Romero     |
| 30 | NA   | Gabriel Veron    |
| 33 | PO   | Fabrizio Peralta |
| 34 | OB   | Jonathan Jesus   |
| 35 | OB   | Pedrão           |
| 41 | BR   | Léo Aragão       |
| 43 | OB   | João Marcelo     |
| 44 | OB   | Weverton         |
| 52 | OB   | Dorival          |
| 58 | PO   | Jhosefer         |
| 66 | NA   | Tevis            |
| 69 | NA   | Kenji            |
| 77 | PO   | Japa             |
| 81 | BR   | Gabriel Grando   |
| 97 | PO   | Matheus Henrique |
| 98 | BR   | Anderson         |